# Dimensión fractal

Ejemplo de estimación de la dimensión de Hausdorff-Besicovitch para la costa de Gran Bretaña.

En geometría de fractales, la dimensión fractal, {\displaystyle \scriptstyle D} es un número real que generaliza el concepto de dimensión ordinaria para objetos geométricos que no admiten espacio tangente.
La dimensión fractal es un exponente que da cuenta de cuán completamente parece llenar un fractal el espacio conforme se amplía el primero hacia escalas más y más finas. No existe una única dimensión fractal sino una serie de dimensiones que, frecuentemente, resultan equivalentes aunque no siempre. Entre estas definiciones está la dimensión de Hausdorff-Besicovitch, la dimensión de la dimensión de empaquetamiento, la dimensión de homotecia y las dimensiones de Rényi. Ninguna de estas dimensiones debería ser tratada como universal, ya que a veces la discrepancia entre ellas está asociada a diferencias en la estructura interna del fractal. Aunque para un buen número de fractales clásicos los valores de las diferentes definiciones de dimensión fractal todas estas dimensiones coinciden, en general no son equivalentes.
En la práctica algunas definiciones de dimensión fractal resultan más sencillas de calcular, y por eso son más ampliamente usadas, aunque no siempre tienen las propiedades matemáticas más deseables. Por ejemplo la dimensión de conteo de cajas o de dimensión Minkowski-Bouligand y la dimensión de correlación son ampliamente usadas en la práctica, por su fácil implementación algorítmica.
Por ejemplo, la dimensión del copo de nieve de Koch tiene una dimensión topológica de uno, pero no puede ser tratada como una curva; la longitud entre cualesquiera dos puntos en el fractal (dada por la medida de Lebesgue) es infinita. Ningún segmento del fractal tiene parecido a una línea, pero tampoco tiene parecido a una parte de un plano. En cierta forma se podría decir que es demasiado grande para poder ser considerada como un objeto unidimensional, pero es demasiado fina para ser considerada un objeto bidimensional. Esto lleva a la pregunta de si su dimensión se describe mejor con un número entre uno y dos. Ésta es una manera simple de motivar la idea de dimensión fractal.

## Definiciones
Hay principalmente dos formas aproximadas para generar una estructura fractal. Una es hacerla crecer a partir de un objeto y la otra es construir las divisiones subsecuentes de una estructura original como en el triángulo de Sierpinski (Fig.(2)). En este caso se sigue la segunda aproximación para definir la dimensión de las estructuras fractales.

### Dimensión de homotecia

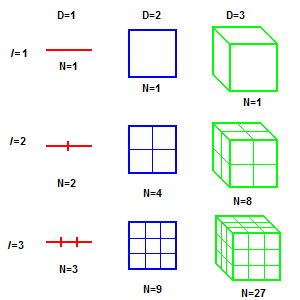
Fig.(1) Otra forma de definir la dimensión.

Si se toma un objeto con un tamaño lineal igual a 1 en una dimensión euclidiana {\displaystyle D}, y se reduce su tamaño por un factor de {\displaystyle 1/l} en cada dirección espacial, se necesitan un número {\displaystyle N=l^{D}} de objetos autosimilares para cubrir el objeto original (Fig.(1)). Sin embargo, al despejar para D, la dimensión definida por

{\displaystyle D_{Hom}={\frac {\log N(l)}{\log l}}} .

es igual todavía a su dimensión topológica o euclidiana. Aplicando la ecuación anterior a una estructura fractal, se puede obtener la dimensión de la misma (que es más o menos la dimensión de Minkowski-Bouligand) como un número no entero, como se esperaba.

{\displaystyle D_{MB}=\lim _{\varepsilon \rightarrow 0}{\frac {\log N(\varepsilon )}{\log {\frac {1}{\varepsilon }}}},}

donde {\displaystyle N(\varepsilon )} es el número de estructuras autosimilares de lado lineal ε que se necesitan para cubrir toda la estructura.
Por ejemplo, la dimensión fractal para el triángulo de Sierpinski (Fig.(2)) está dado por,

Fig.(2) Triángulo de Sierpinski.

{\displaystyle D_{H}=\lim _{\epsilon \rightarrow 0}{\frac {\log N(\epsilon )}{\log \left({\frac {1}{\epsilon }}\right)}}=\lim _{k\rightarrow \infty }{\frac {\log 3^{k}}{\log 2^{k}}}={\frac {\log 3}{\log 2}}\approx 1,585.}

### Dimensión de información
Otras cantidades dimensionales incluyen la «dimensión de información» que considera cómo se escala la información promedio que se necesita para identificar una caja ocupada, conforme las cajas se vuelven más pequeñas:

{\displaystyle D_{1}=\lim _{\varepsilon \rightarrow 0}{\frac {-\langle \log p_{\varepsilon }\rangle }{\log {\frac {1}{\varepsilon }}}}}

### Dimensión de correlación
La dimensión de correlación es quizá la más fácil de calcular. Para ello se genera un gran número {\displaystyle \scriptstyle N} de puntos al azar sobre una región del espacio euclídeo {\displaystyle \scriptstyle \mathbb {R} ^{n}} que contenga al objeto fractal {\displaystyle \scriptstyle {\mathcal {F}}}. Siendo el conjunto de puntos generados al azar el conjunto finito {\displaystyle \scriptstyle {\mathcal {P}}=\{x_{1},\dots ,x_{N}\}}, se llamará {\displaystyle \scriptstyle M\ \leq N} al número de puntos caen sobre el fractal, es decir, {\displaystyle \scriptstyle M\ =\ {\text{card}}({\mathcal {F}}\cap {\mathcal {P}})}; la dimensión fractal de correlación viene dada por:

{\displaystyle D_{2}=\lim _{\varepsilon \rightarrow 0,M\rightarrow \infty }{\frac {\log(g_{\varepsilon }/M^{2})}{\log \varepsilon }}}

donde {\displaystyle \scriptstyle M} es el número de puntos utilizados para generar una representación del fractal y {\displaystyle \scriptstyle g_{\varepsilon }} es el número de pares de puntos que se encuentran más cercanos uno al otro que {\displaystyle \scriptstyle \varepsilon }, es decir:

{\displaystyle g_{\varepsilon }={\frac {1}{M^{2}}}\sum _{i=1}^{M}\sum _{j=1}^{M}H_{\varepsilon }(\|x_{i}-x_{j}\|)}

Donde:
{\displaystyle H_{\varepsilon }(x):=H(\varepsilon -x)\,}
{\displaystyle H(\cdot )}, es la función unitaria de Heaviside

### Dimensiones de Rényi
Las tres anteriores pueden verse como casos especiales de las dimensiones de Rényi de orden α, definidas como

{\displaystyle D_{\alpha }=\lim _{\epsilon \rightarrow 0}{\frac {{\frac {1}{1-\alpha }}\log(\sum _{i}p_{i}^{\alpha })}{\log {\frac {1}{\epsilon }}}}}

El numerador es la llamada entropía de Rényi de orden α. La dimensión de Rényi con α=0 trata a todas las partes del atractor de manera similar, pero para valores más grandes de α se da un mayor peso en el cálculo a las partes del atractor que son visitadas con mayor frecuencia. Puede demostrarse la siguiente relación entre las dimensiones de Rényi:

{\displaystyle \alpha _{1}\geq \alpha _{2}\quad \Rightarrow \quad D_{\alpha _{1}}\leq D_{\alpha _{2}}}

Un atractor para el cual las dimensiones de Rényi no son todas iguales es conocido como un multifractal, o se dice que muestra estructura multifractal. Esto es una señal de que un comportamiento a escala diferente ocurre en diferentes partes del atractor.

### Dimensión de Hausdorff-Besicovitch
Esta caracterización de la dimensión fractal mediante la dimensión de Hausdorff-Besicovitch se basa en considerar una cubierta abierta por o bolas abiertas (n-esferas) del conjunto fractal, es decir, para un fractal contenido en el plano euclídeo se consideran círculos abiertos, y para un fractal contenido en el espacio euclídeo tridimensional se consideran esferas (para un fractal que sea un subconjunto de la recta real se emplean intervalos abiertos). De todos los recubrimientos posibles se considera el ínfimo formado por bolas de diámetro menor igual que un cierto tamaño {\displaystyle \scriptstyle \varepsilon }. Una vez computado ese ínfimo se considera el límite {\displaystyle \scriptstyle \varepsilon \to 0}. Para ver como se define formalmente  el contenido de Hausdorff como:

{\displaystyle {\begin{cases}{\mathcal {H}}_{\delta }^{s}(F)=\inf \left\{\sum _{i=1}^{\infty }|U_{i}|^{s}\right\},&|U_{i}|={\text{diam}}(U_{i})<\delta \\{\mathcal {H}}^{s}(F)=\displaystyle \lim _{\delta \rightarrow 0}{\mathcal {H}}_{\delta }^{s}(F)\end{cases}}}

Con la definición anterior se cumple que el contenido de Hausdorff define una función del conjunto potencia de {\displaystyle \scriptstyle \mathbb {R} ^{n}} en los reales no negativos (ampliados con el elemento {\displaystyle \scriptstyle \infty }):

{\displaystyle {\mathcal {H}}^{s}:{\mathcal {P}}(\mathbb {R} ^{n})\to \{0\}\cup \mathbb {R} ^{+}\cup \{\infty \}}

Para cualquier conjunto {\displaystyle \scriptstyle F\subset \mathbb {R} ^{n}} la función anterior tiene la propiedad interesante de ser nula para {\displaystyle \scriptstyle s>s_{0}} e infinita para 
{\displaystyle \scriptstyle s<s_{0}}. El valor {\displaystyle \scriptstyle s=s_{0}} es un real positivo es precisamente la dimensión de Hausdorff-Besicovitch, hecho que puede formularse como:

{\displaystyle D_{HB}(F):=\sup\{s:{\mathcal {H}}^{s}(F)=\infty \}:=\inf\{s:{\mathcal {H}}^{s}(F)=0\}}

### Dimensión de empaquetado
Es similar a la dimensión de Hausdorff-Besicovitch pero se define a partir de empaquetamientos, en lugar de a partir recubrimientos. Dada la medida s-dimensional de empaquetamiento {\displaystyle {\mathcal {P}}^{s}}, se puede comprobar que tal como sucede para la dimensión de Hausdorff-Besicovitch, existe un valor umbral s0, llamado dimensión de empaquetado (o dimensión de empaquetamiento), tal que:

{\displaystyle \forall s<s_{0}:{\mathcal {P}}^{s}(E)=\infty } y
{\displaystyle \forall s>s_{0}:{\mathcal {P}}^{s}(E)=0}

Por esa razón se puede definir la dimensión de empaquetado simplemente como:

{\displaystyle \dim _{P}E=\inf\{s:{\mathcal {P}}^{s}(E)=0\}=\sup\{s:{\mathcal {P}}^{s}(E)=\infty \}}

Obviamente de las propiedades de la medida de Hausdorff-Besicovitch y de la medida de empaquetamiento se sigue que:

{\displaystyle \dim _{HB}E\leq \dim _{P}E}

## Relación entre dimensiones fractales
Para algunas de las anteriores dimensiones fractales ha podido probarse la siguiente serie de desigualdades:

{\displaystyle {\begin{matrix}D_{T}\leq \dots \leq \dots D_{\alpha }\leq \dots \leq D_{2}\leq D_{1}\leq D_{0}=D_{MB}\leq D_{E}\leq D_{C}&(\alpha >2)\\D_{T}\leq D_{HB}\leq D_{MB}\leq D_{E}\leq D_{C}\end{matrix}}}

Donde:
{\displaystyle D_{T}\,} es la dimensión topológica que es siempre un entero.
{\displaystyle D_{MB}\,} es la dimensión de Minkowski-Bouligand o de conteo de cajas, a veces llamada dimensión de Hausdorff.
{\displaystyle D_{1}\,} es la dimensión de entropía o dimensión de Kolmogórov.
{\displaystyle D_{2}\,} es la dimensión de correlación.
{\displaystyle D_{\alpha }\,} es la dimensión de Rényi de parámetro {\displaystyle \alpha \,}.
{\displaystyle D_{E}\,} es la dimensión de empaquetado.
{\displaystyle D_{HB}\,} es la dimensión de Hausdorff-Besicovitch que para los fractales clásicos suele ser un número irracional.
{\displaystyle D_{C}\,} es la dimensión del espacio euclídeo que contiene al fractal que también es un número entero.
Algunas aclaraciones respecto a las desigualdades anteriores:
- La primera desigualdad {\displaystyle D_{T}\ \leq \ D_{HB}} se conoce como desigualdad de Szpilrajn y es uno de los principales resultados de la geometría fractal.[5]
- Todas las dimensiones anteriores son cero para un conjunto finito.[6]
- Las desigualdades {\displaystyle D_{2}\ \leq \ D_{1}\ \leq \ D_{0}}[3] son desigualdades entre las dimensiones de Rényi, que son iguales para un fractal autosimilar a todas las escalas y difieren en el caso de objetos multifractales.
- Para muchos conjuntos autosimilares y conjuntos cerrados, las dimensiones de Minkowski-Bouligand y Hausdorf-Besicovitch coinciden {\displaystyle D_{0}\ =\ D_{MB}\ =\ D_{HB}}[6]. Sin embargo, la dimensión de Hausdorff-Besicovitch puede diferir de otras dimensiones fractales, por ejemplo el conjunto {\displaystyle I_{\mathbb {Q} }=\mathbb {Q} \cap [0,1]} de números racionales del intervalo [0,1] tiene {\displaystyle D_{HB}=0} pero en cambio tiene {\displaystyle D_{0}=D_{MB}=1}.
- Si bien la dimensión de Minkowski-Bouligand es cero para un conjunto finito se puede tener,{\displaystyle D_{MB}>0} para un conjunto numerable como muestra el ejemplo anterior. Incluso conjuntos numerables sin puntos de acumulación dentro del conjunto pueden tener {\displaystyle D_{MB}>0}, por ejemplo, el conjunto {\displaystyle \{1/n|n\in \mathbb {N} \land n\geq 1\}} tiene dimensión {\displaystyle D_{MB}=1/2>0}. Por lo que la dimensión de Minkowski-Bouligand tiene la propiedad indeseable de que  {\displaystyle D_{MB}(\cup _{n}A_{n})>\sum _{n}D_{MB}(A_{n})} para algunas colecciones numerables de conjuntos {\displaystyle \{A_{n}|n\in \mathbb {N} \}}.[6] Esa es una de las razones que en muchos casos se prefiera la dimensión de Hausdorff-Besicovitch que no presenta ese problema.
- La dimensión de empaquetado es siempre mayor o igual que la dimensión de Minkowski-Bouligand {\displaystyle D_{MB}\ \leq \ D_{E}}.[6]

## Propiedades de las dimensiones fractales
Muchas de las dimensiones fractales definidas anteriormente satisfacen todas o algunas de las siguientes propiedades, consideradas deseables para cualquier definición de dimensión:
- Monotonía bajo inclusiones. Si {\displaystyle E_{1}\subset E_{2}} entonces {\displaystyle \dim E_{1}\leq \dim E_{2}}.
- Conjuntos finitos. Si E es un conjunto finito entonces {\displaystyle \dim E=0}.
- Conjuntos abiertos. Si {\displaystyle E\subset \mathbb {R} ^{n}} es un conjunto abierto entonces {\displaystyle \dim E=n}.
- Variedades difernciables. Si {\displaystyle E\subset \mathbb {R} ^{n}} es una m-variedad diferenciable entonces {\displaystyle \dim E=m}.
- Aplicación de Lipschitz. Si {\displaystyle f:E\to \mathbb {R} ^{m}} es una aplicación de Lipschitz m-variedad diferenciable entonces {\displaystyle \dim f(E)\leq \dim E=m}.
- Invariancia bi-lipschitz. Si {\displaystyle f:E\to \mathbb {R} ^{m}} es una aplicación bi-Lipschitz (aplicación Lipschitz con una inversa que también es Lipschitz) entonces {\displaystyle \dim f(E)=\dim E=m}, es decir, la dimensión fractal es un invariante bajo la transformación inducida por una aplicación bi-Lipschitz. Esta propiedad es consecuencia de la anterior.
- Invariancia geométrica. Si {\displaystyle f:E\to \mathbb {R} ^{m}} es una similitud o una aplicación afín entonces {\displaystyle \dim f(E)=\dim E=m}, ya que toda similitud o afinidad es bi-Lipschitz.

## Estimación de la dimensión fractal en la práctica
Los cálculos de dimensiones fractales descritos arriba se obtienen a partir de fractales definidos formalmente. Sin embargo, ciertos fenómenos y objetos de la vida real pueden mostrar propiedades fractales, por lo que puede ser útil obtener la dimensión fractal de un conjunto de datos de una muestra. El cálculo de la dimensión fractal no se puede obtener de forma exacta sino que debe estimarse. Esto se usa en una variedad de áreas de investigación tales como la astronomía, acústica, análisis de imágenes, ceros de la función zeta de Riemann, física, medicina e incluso procesos electroquímicos.
Las estimaciones prácticas basadas en la dimensiones fractales son muy sensibles al ruido numérico o experimental y están a las limitaciones en la cantidad de datos. Cualquier afirmación basada en estas estimaciones de dimensiones fractales debe tomarse con cuidado puesto que hay un límite superior inevitable, a menos que se presenten cantidades muy grandes de datos. Computacionalmente los métodos más sencillos de implementar son el contaje de celdas (box counting) y la dimensión de correlación (basada en generar un número de puntos aleatorios en un entorno del fractal y medir cuantos de ellos caen sobre el conjunto fractal). Otra técnica que se ha hecho popular es la medición de la densidad espectral de la transformada de Fourier de una imagen del objeto fractal.